# Farol (iluminación)

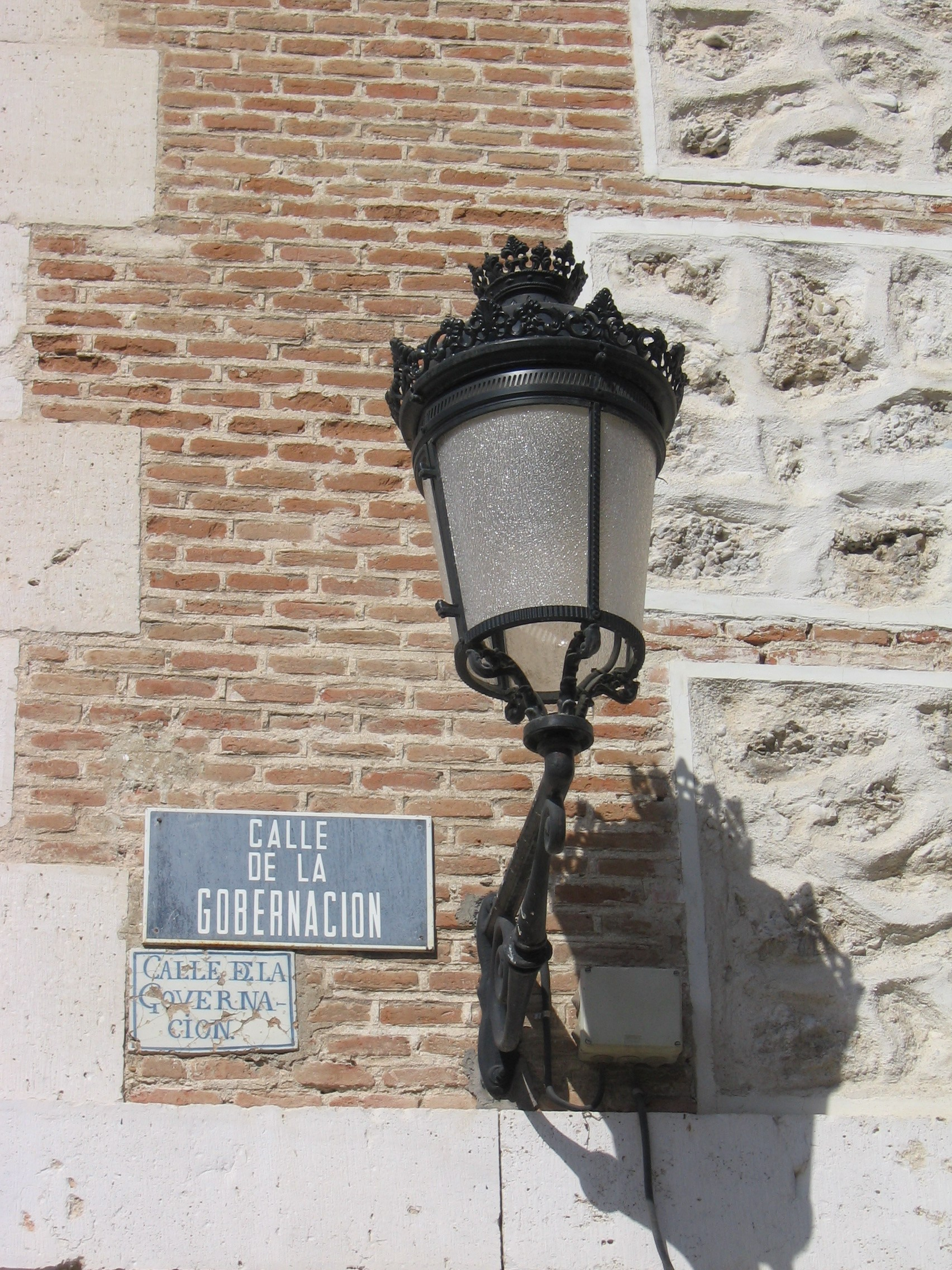
Farol en una pared, Aranjuez.

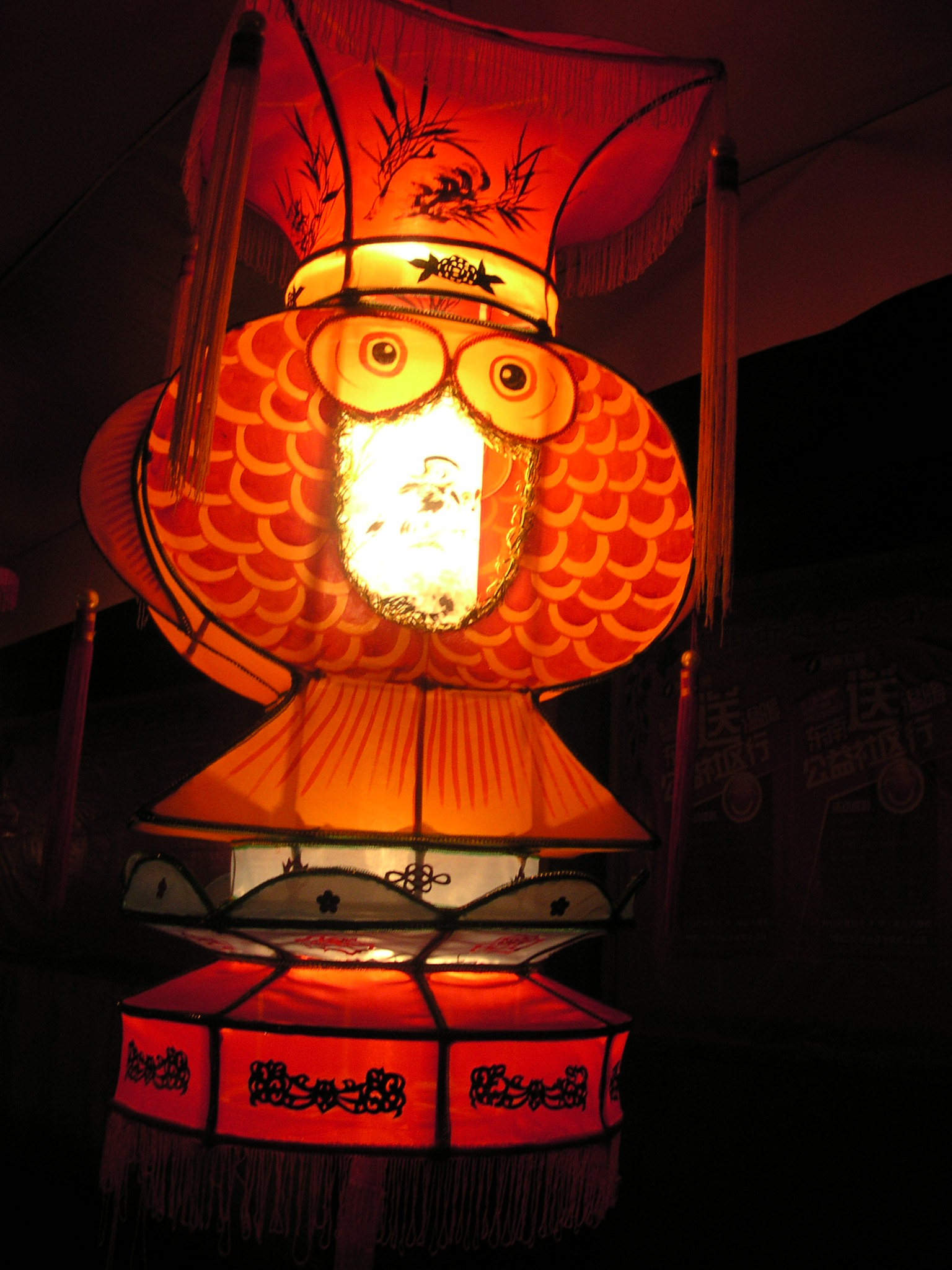
Farol chino.

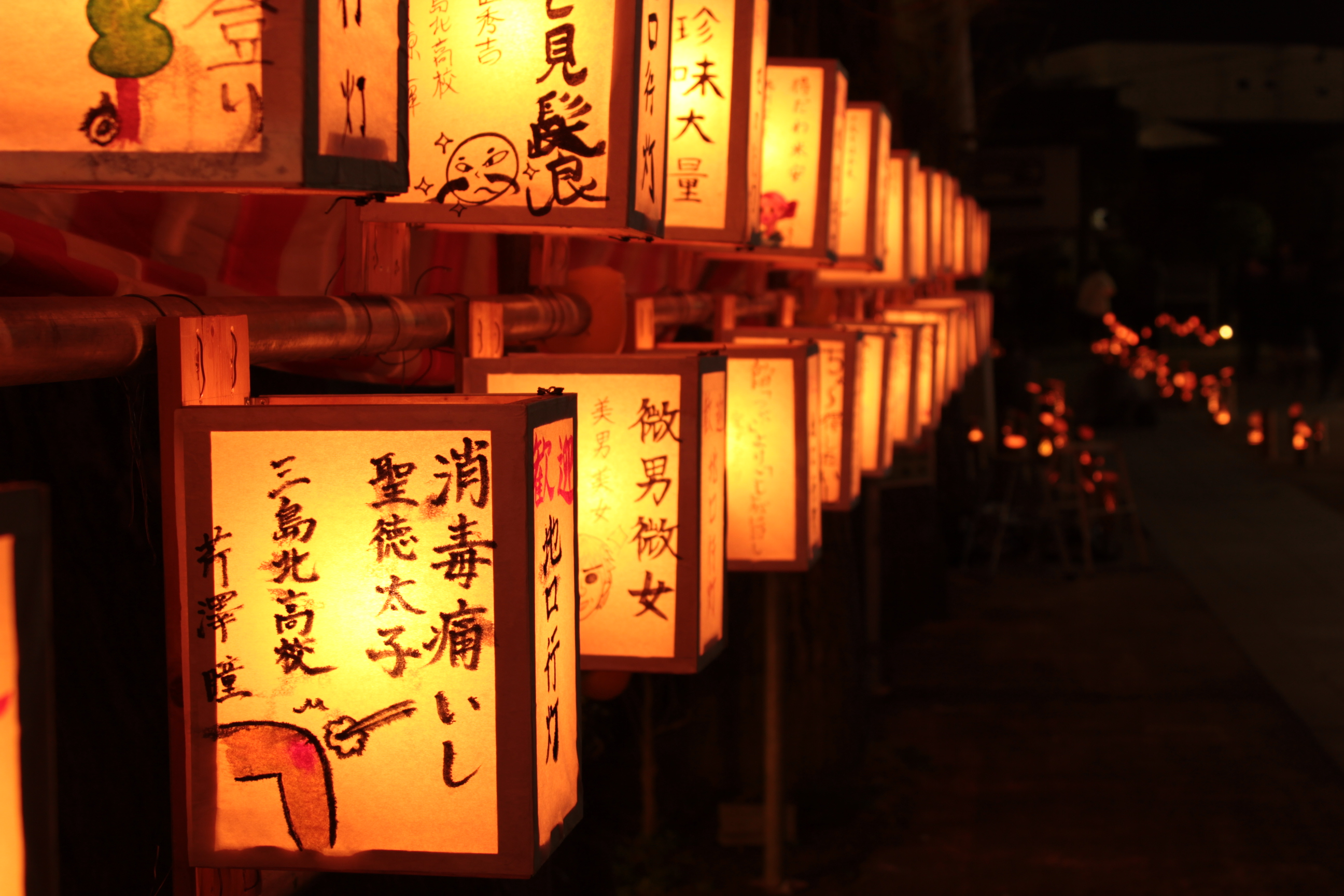
Faroles o linternas japonesas en la ciudad de Mishima (Shizuoka).

Farol es un objeto en forma de caja o cilindro con paredes de vidrio u otra materia traslúcida y con respiraderos, en cuyo interior se coloca una luz o fuego ígneo. A partir del siglo XX, el farol se convertiría en un instrumento de iluminación que utiliza una bombilla en su interior.

## Tipología marinera
En el ámbito marinero, existen los siguientes tipos de faroles:
- Farol de correr, cualquiera de los de señales cuando se emplean en noche de temporal.
- Farol de la carne, especie de jaula que se cuelga el estay mayor o de otro paraje del buque para que esté ventilada la carne fresca que se pone y conserva dentro mientras se va consumiendo.
- Farol de mano, el que se usa para faenas, pañoles y despensa. Es pequeño y comúnmente con cristales de talco.
- Farol de popa o de cofa, los que van colocados en dichos lugares de un buque para manifestar la situación del jefe de una escuadra, de los jefes de las divisiones etc. A un farol de popa se le llama también linternón o fanal.[2]
- Faroles de combate, los que se emplean para iluminar las baterías cuando de noche se hace zafarrancho de combate. En cada chaza se coloca uno asegurado a la amurallada.
- Faroles de dotación, los que se emplean para mantener de noche a bordo las luces que a cada buque le corresponden por reglamento.
- Farol de situación, luces que emplean de noche las embarcaciones de vela o vapor a fin de evitar los abordajes.

## Faroles chinos
Los faroles chinos son estructuras de papel con varios pliegues que encierran una vela o una bombilla. En China, se celebra la Fiesta de los faroles el día 15 del primer mes lunar. Durante su celebración existe el hábito de confeccionar faroles.

## Expresiones relacionadas
- Adelante con los faroles. Expresión con que se anima a uno a perseverar en lo ya comenzado, particularmente cuando se trata de una empresa difícil o llena de obstáculos.